# Gigen Peak
Der Gigen Peak (englisch; bulgarisch връх Гиген wrach Gigen) ist ein 1092 m hoher und felsiger Berg im Grahamland auf der Antarktischen Halbinsel. Auf der Trinity-Halbinsel ragt er als höchster Gipfel der Erul Heights an der Südseite des Benz-Passes in Entfernungen von 14,39 km südöstlich des Mount Ignatiev, 7,97 km nordnordöstlich des Mount Daimler und 6,67 km westnordwestlich des Panhard-Nunataks auf. Der Russell-East-Gletscher liegt westlich und südlich, der Cugnot-Piedmont-Gletscher östlich von ihm.
Deutsche und britische Wissenschaftler nahmen 1996 seine Kartierung vor. Die bulgarische Kommission für Antarktische Geographische Namen benannte ihn 2010 nach der Ortschaft Gigen im Norden Bulgariens.